# Abomination
Abomination è un videogioco strategico/gestionale pubblicato nel 1999 per Windows dalla Eidos Interactive, che si propone come un'alternativa alla serie X-COM, riprendendone lo scenario di gioco e aggiungendo una componente di carattere horror.
Invece di nemici alieni, in Abomination si combatte contro mutanti generati da un esperimento umano che hanno poi sviluppato una propria intelligenza e organizzazione. Come in X-COM, il giocatore deve dirigere le ricerche sulle varie specie mutanti e comandare un gruppo di soldati specializzati.

## Accoglienza
| Testata                           | Giudizio |
| --------------------------------- | -------- |
| GameRankings (media al 9-12-2019) | 64,12%   |
| Computer Games Magazine           | 3,5/5    |
| Computer Gaming World             | 2/5      |
| GameSpot                          | 6,5/10   |
| Next Generation                   | 2/5      |
| IGN                               | 5/10     |
| PC Gamer                          | 34%      |

Il gioco ha ricevuto recensioni contrastanti. Chris Charla di NextGen ha dichiarato: "Per quanto ci sia piaciuto l'aspetto di Abomination, la triste realtà è che semplicemente non è molto divertente da giocare. Se riesci a trovare alcune copie nel cestino degli affari, però, il multiplayer vale comunque un tentativo".